# Krajevna skupnost Malečnik-Ruperče
Krajevna skupnost Malečnik-Ruperče (krajše KS Malečnik-Ruperče) je eden izmed 17 ožjih delov v Mestni občini Maribor, ki obsega skrajno severovzhodne predele mesta. Sedež se nahaja v Malečniku, ki je tudi središče celotne KS. 
Obsega naslednja naselja: Celestrina, Grušova, Hrenca, Malečnik, Metava, Nebova, Ruperče, Trčova in Vodole.
V letu 2014 je imela KS 2902 prebivalca, kar jo uvršča med manjše ožje dele v Mestni občini Maribor. 